# Bellonatemplet

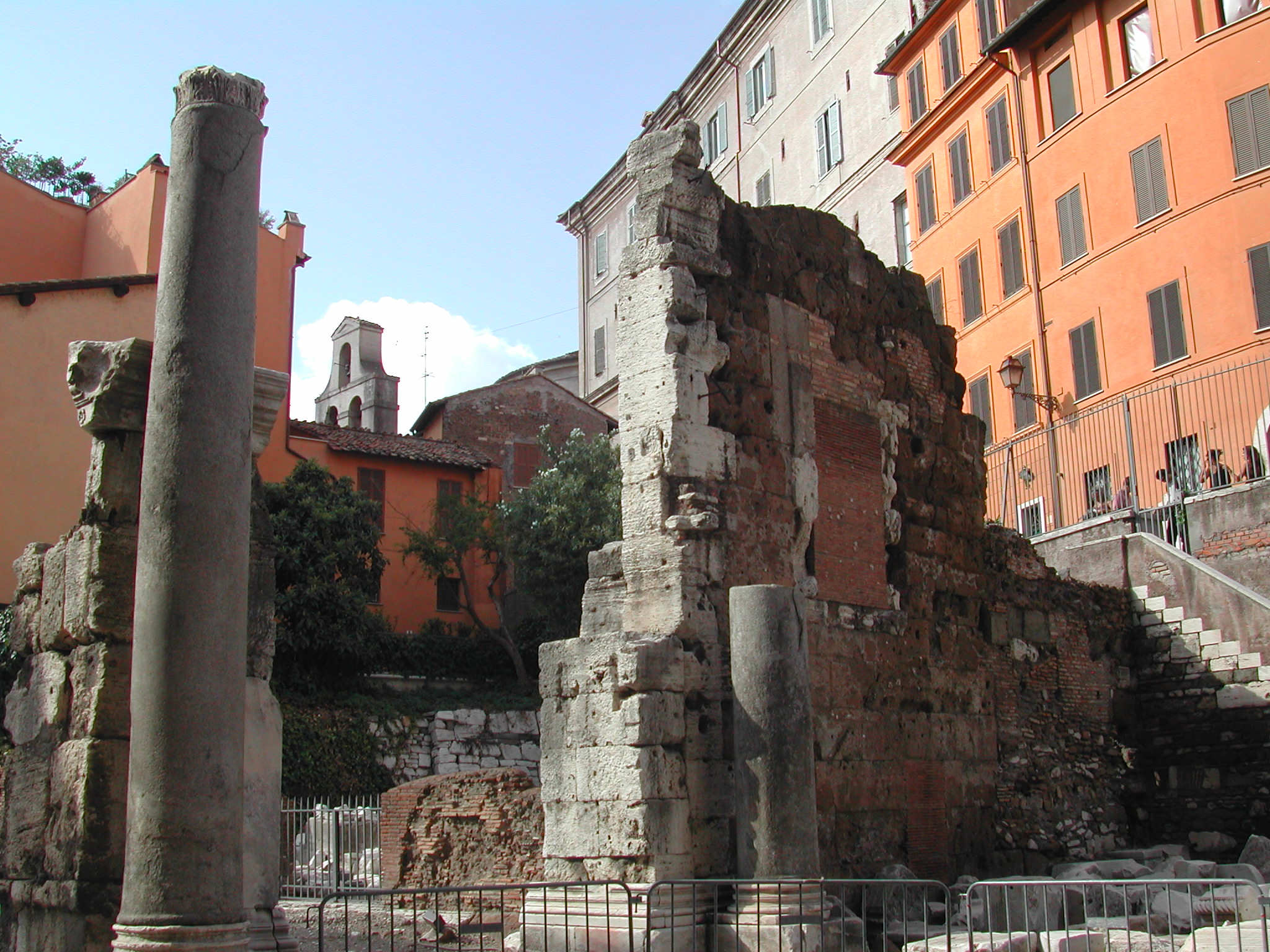
Resterna av Bellonatemplet.

Bellonatemplet var en helgedom i det antika Rom tillägnad gudinnan Bellona.
Templet grundades i Rom år 296 f.Kr. av Appius Claudius Caecus under det tredje samniterkrigen. Det låg på Circus Flaminius-området utanför staden Roms religiösa stadsgräns, pomerium, och användes därför ofta för möten med sändebud från icke allierade makter (som inte fick sätta foten innanför pomerium), och för farväl och välkomnande av romerska generaler på väg till och från fronten. Senaten samlades i templet vid flera historiskt betydelsefulla tillfällen. Utanför templet låg Columna Bellica, en kolonn som utmärkte en gräns som representerade främmande område, över vilket ett spjut ceremoniellt brukade kastas mot "fientligt territorium" inför en krigsförklaring: Augustus utförde denna ritual inför kriget mot Kleopatra VII. Templet nämns sist i Forma Urbis Romae på 200-talet. Det borde ha stängts under förföljelserna mot hedningarna i samband med kristendomens införande på 300-talet.
| Plan över Campus Martius |
| --- |
| Tibern Navalia Circus Flaminius Marcellusteatern Diana- templet Pietas- templet Janustemplet Junos tempel Spestemplet Bellona- templet Apollo Sosianus tempel Jupiter Stators tempel Juno Reginas tempel Octavias portik Filippus portik Hercules Musarum- templet Octavius portik Balbus- teatern Crypta Balbi Porticus Minucia Nymfernas tempel Diribitorium Juturnas tempel Fortunas tempel Feronias tempel Lares Permarinis tempel Pompejus curia Pompejus portik Pompejusteatern Venus Victrix tempel Marstemplet Hercules Custos tempel Castors och Pollux tempel Pons Fabricius Tiberön Porticus Maximae Neptunus- templet Divorum Villa Publica Hecatostylon Fortuna Equestris tempel Statilius Taurus amfiteater |